# Robert Culnaert
Robert Culnaert est un coureur cycliste français, professionnel de 1935 à 1941.

## Palmarès
- 1935
  - 2e du Circuit du Pas-de-Calais
- 1936
  - 2e du Circuit de la Vallée de l'Aa
- 1937
  - 3e du Circuit de la Vallée de l'Aa